# تكرار xp11.2

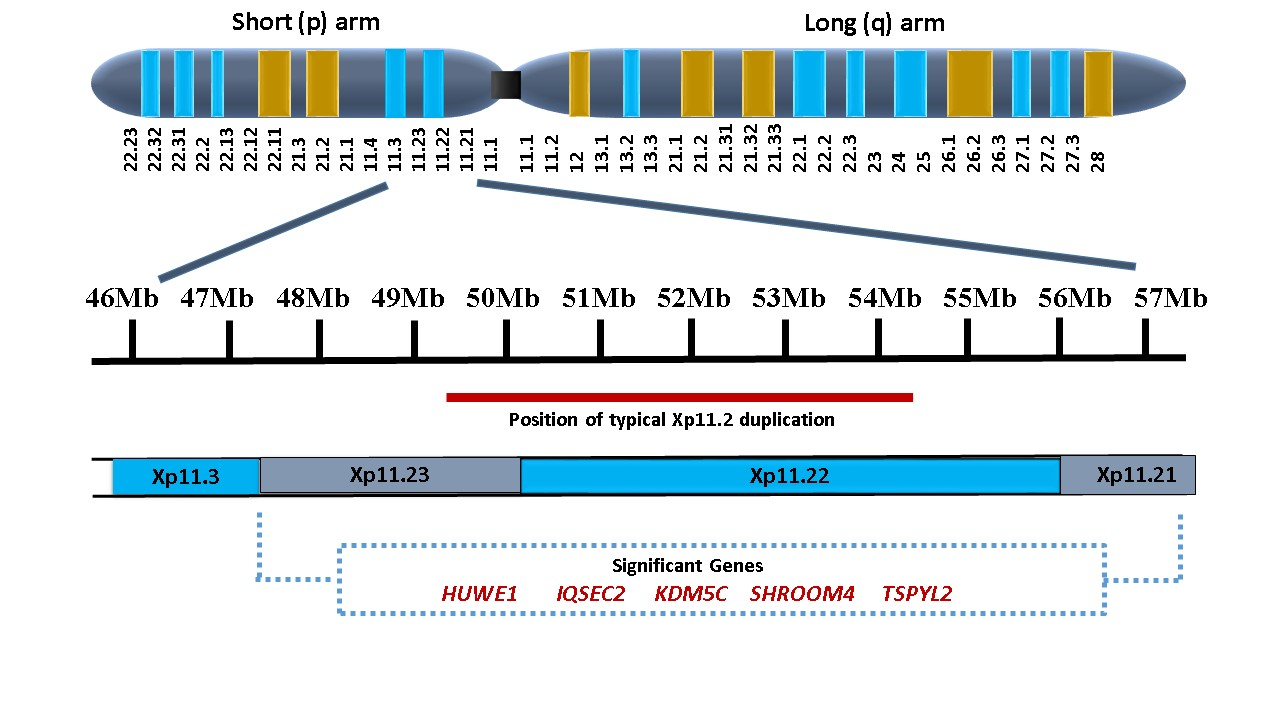
منطقة تضاعف Xp11.2.

تكرار xp11.2 هو تباين مورثي (جيني) من خلال تكرار (وراثة) الكروموسوم إكس على الذراع القصير p في الموضع 11.2 المحدد من خلال النطاق النووي المعياري (نطاق- G). هذا الانقسام جزء من نظام تحديد الجنس XY ونظام تحديد الجنس Xo. هذه المنطقة الغنيّة بالمورثات مقسّمة إلى ثلاث مواضع- xp11.21 و xp11.22 و xp11.23. يمكن أن يتضمن التضاعف في هذه المواقع الثلاثة. بينما طول التضاعف قد يختلف من 5.-55 ميجابايت، معظم التضاعف يقيس حوالي 4.5 ميجابايت ويحدث في المنطقة xp11.22- xp11.23  معظم الإناث المصابة تظهر تنشيطاً للكروموسوم x المنقسم. وتختلف سمات الأفراد المصابين بشكل كبير حيث يمكن أن يكون انقسام xp11.2 صامتاً أي انه بدون اعراض في الناقلين- حيث يُعرف من الآباء بدون أعراض للأطفال المصابين الذين يحملون الانقسام. تشمل الأعراض الشائعة: الاعاقات الذهنية، وتاخر الكلام، أما في الأطفال قد يعانون من نوبات صرع وموجة الدماغ يمكن التعرف عليها عند تقييمها بواسطة تصوير كهربية الدماغ.

## العلامات والأعراض
معلومات عن الأعراض والميزات السريرية مأخوذة من قاعدة البيانات الظاهرية البشرية وقاعدة البيانات الفريدة. قد لا يحتاج جميع الأفراد المصابين إلى إظهار جميع الأعراض وهي:
- الإعاقة الذهنية والتعليمية
- تأخر الكلام
- البلوغ المبكر
- مشاكل كبيرة في الوزن
- تشوهات الأطراف السفلية (تشوهات في الساقين/ أو القدمين):
- نوبات الصرع
- نمط غير عادي من تصوير كهربية الدماغ مع موجات ارتفاع بؤرية مركزية عند الأطفال
- ملامح الوجه البسيطة

### الإعاقة الذهنية والتعليمية
حيث أكثر الأشخاص الذين يحتاجون إلى دعم في تعلّمهم، قد يحملون هذا التضاعف حوالي حوالي 3%. وأن الأفراد المصابين من نفس العائلة لديهم نفس المضاعفة المكررة xp11.2 حيث يكون لديهم تعلم مماثلة، اما الأطفال الذين يعانون من تضاعف صغير يبلغ 5.-1.3ميجابايت يعانون من صعوبة تعلّم خفيفة، اما الآخرون الذين لديهم تكرار تضاعفي يبلغ 4.5 ميجابايت لديهم إعاقة متوسطة، الحالات ذات التضاعف الكبير جداً الذي يبلغ 55 ميجابايت وجود إعاقة ذهنية شديدة.

### تأخر الكلام
عادة يكون العلامة الأولى، قد يكون السبب ضعف في عضلات الوجه في صعوبة إصدار اصوات معينة للكلام مثل: الأطفال الغير قادرين على الرضاعة من الثدي في طفولتهم بسبب ضعف عضلات الوجه

### البلوغ المبكر
حيث تبدأ الفتيات دورات الحيض في وقت مبكر من سن 9 سنوات، وتظهر على الاولاد علامات البلوغ في سن 8.5.

### مشاكل كبيرة في الوزن
الأطفال المصابون يميلون إلى زيادة الوزن وهذا يشير الي أمور التمثيل الغذائي.

### تشوهات في الاطراف السفلية (في الساقين/أو القدمين)
مثل حالات الشذوذ في الأطراف السفلية، لدى الأشخاص الذين يعانون من تضاعف في xp11.2، وقد تشمل: القدم المسطّحة والقدم المقوّسة والقدم الضيّقة أو أصابع القدم المتشابكة أو ارتفاعها، ونقص التنسج في الإصبع الخامس للقدم.

### نمط غير عادي من تصوير كهربية الدماع مع موجات الارتفاع البؤري المركزي عند الأطفال
والذي يوصف بأنه نوبات تحت الإكلينيكية، حيث يوجد نمط غريب يتميز بمسامير تشبه موجة ارتفاع مستمرة أثناء النوم البطيء في مرحلة الطفولة والذي تعرف ايضاً بأنها الارتفاع البؤري المركزي الصدغي.

### ملامح الوجه البسيطة
من التعابير الغير طبيعية: خدوداً صغيره بين الأنف والشفّة العليا (النثرة)، وأنف كبير أو مرتفع أو عميق، وحواجب كثيفة، وشفتين رفيعتين.

## روابط خارجية
- الإعاقة الذهنية المرتبطة ب x